# 경주정보고등학교 축구단
경주정보고등학교 축구부는 경상북도 경주시에 위치한 경주정보고등학교의 축구부이다.

## 역사
- 2020년 축구부가 이용할 인조잔디 다목적 구장을 완공하였다.

## 참고 문헌
- “KFA 통합경기정보 시스템”. 대한축구협회.

## 같이 보기
- 경주정보고등학교